# Doulevant-le-Château
 Doulevant-le-Château  es una población y comuna francesa, en la región de Champaña-Ardenas, departamento de Alto Marne, en el distrito de Saint-Dizier y cantón de Doulevant-le-Château.

## Demografía
| 485 | 512 | 461 | 442 | 455 | 448 |
| Para los censos de 1962 a 1999 la población legal corresponde a la población sin duplicidades (Fuente: INSEE [Consultar]) |     |     |     |     |     |